# Глогниц
Глогниц (нем. Gloggnitz) — город в Австрии, в федеральной земле Нижняя Австрия.
Входит в состав округа Нойнкирхен. Население составляет 5997 человек (на 23 января 2008 года). Занимает площадь 19,55 км².

## Политическая ситуация

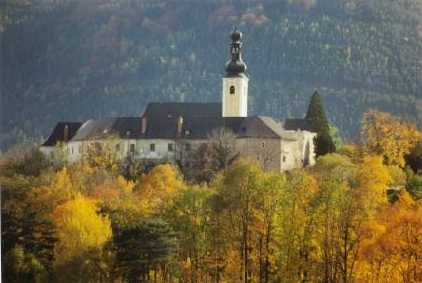
Замок

Бургомистр коммуны — Ирене Гёллес (список WfG) по результатам выборов 2010 года.
Совет представителей коммуны (нем. Gemeinderat) состоит из 29 мест.
- СДПА занимает 13 мест.
- Список WfG занимает 8 мест.
- АНП занимает 6 мест.
- Зелёные занимают 1 место.
- АПС занимает 1 место.